# ザントライユ城
ザントライユ城（Château de Xaintrailles）はフランスのロット＝エ＝ガロンヌ県ザントライユ（Xaintrailles）にある城である。

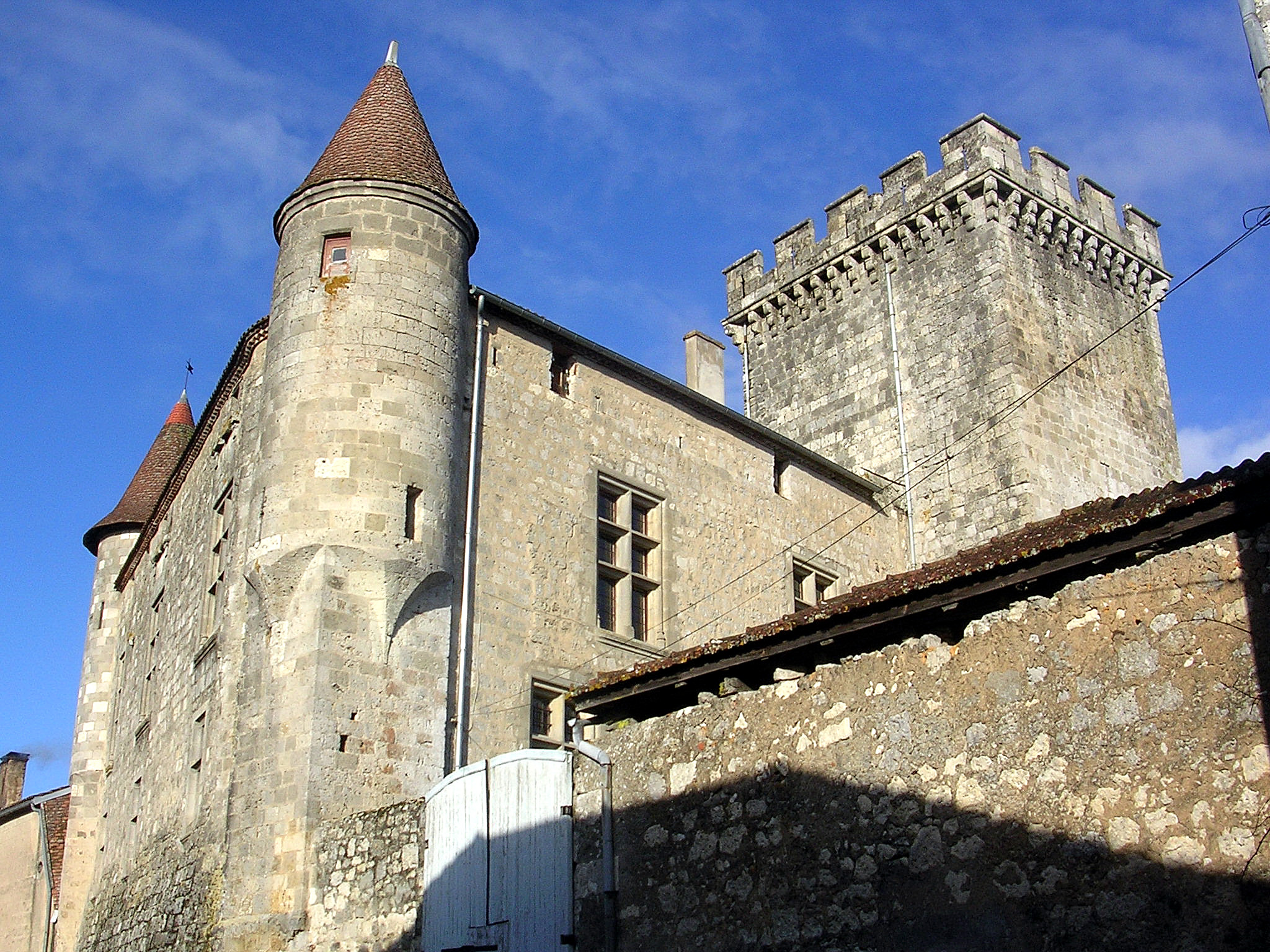
ザントライユ城

ザントライユ城が最初に建てられたのは12世紀である。その後、15世紀にジャンヌ・ダルクの戦友であるジャン・ポトン・ド・ザントライユの手によって再建された。